# Mathilde von Horn
Mathilde von Horn (* 1. Juli 1875 in München; † 23. September 1943 in Karlsruhe) war eine deutsche Krankenschwester und Generaloberin der Badischen Schwesternschaft vom Deutschen Roten Kreuz.

## Biografie
Mathilde Freiin von Horn wurde als ältestes Kind der Eltern Maria, geborene Freiin von Gienanth (1853–1910), und Karl Friedrich Wilhelm Graf von Horn (1847–1923) in das alte Adelsgeschlecht derer von Horn hinein geboren. Der Vater war Königlich Bayerischer Kämmerer, Generaloberst der Infanterie, Kriegsminister und Staatsrat im außerordentlichen Dienst. Während ihrer Jugendjahre lebte die Familie in Landau in der Pfalz. Die protestantische Erziehung ihres Elternhauses prägte Mathilde.
Am 4. April 1899 begann sie eine Ausbildung zur Krankenschwester im Ludwig-Wilhelm-Krankenhaus des Badischen Frauenvereins vom Roten Kreuz in Karlsruhe. An diesem Tag fand ebenfalls der IV. Verbandstag der deutschen Frauen-, Hilfs- und Pflegevereine statt. Ein Tagungsordnungspunkt war die Sicherstellung des weiblichen Personals der freien Krankenpflege für den Kriegsfall. Um für den Kriegsfall gerüstet zu sein, wollte man mit einer sechsmonatigen Ausbildung von Schwesternhelferinnen beginnen, die sich verpflichten mussten, im Kriegsfall in der Krankenversorgung zu arbeiten. Bereits im September 1899 trat Mathilde von Horn diesem Verband bei. Am 16. November 1900 wurde sie in den Badischen Frauenverein vom Roten Kreuz aufgenommen, der unter dem Protektorat Ihrer Königlichen Hoheit Großherzogin Luise von Baden stand.
Im Jahr 1904 wurde Freiin Mathilde von Horn zur Oberin des Badischen Frauenvereins vom Roten Kreuz sowie zur Oberin der Inneren Abteilung des Städtischen Krankenhauses Karlsruhe ernannt. Das Oberinnenabzeichen wurde ihr von Großherzogin Luise persönlich übergeben. Im Jahr 1908 legten Mathilde von Horn und ihre Kollegin Oberin Pia Bauer, die heute als Pionierin der onkologischen Pflege bezeichnet wird, in Heidelberg aufgrund widriger und belastender Arbeitsbedingungen für Krankenschwestern ihre Ämter als Oberinnen nieder und bewiesen damit Zivilcourage. Mathilde von Horn wurde offiziell beurlaubt und im Jahr 1909 als Oberin im Allgemeinen Krankenhaus in Mannheim unter der Leitung des Internisten und Nephrologen Franz Volhard vorgeschlagen. Am 15. Oktober 1913 wurde Mathilde von Horn auf die eigens für sie geschaffene Stelle der Generaloberin für die Abteilung III des Badischen Frauenvereins vom Roten Kreuz Karlsruhe berufen.

### Erster Weltkrieg: Frankreich, Serbien, Russland, Bulgarien
Direkt zu Beginn des Ersten Weltkrieges zog Mathilde von Horn als Oberin des XIV. Armeekorps mit 200 Schwestern ins Etappengebiet nach Pfalzburg, Zabern sowie anschließend nach Nisch in Serbien. Am 7. September 1915 trat sie die Reise in ein Seuchengebiet nach Russland an, um beim Aufbau von Lazaretten mitzuwirken. Im Januar 1916 wurde ihr die schwierige Aufgabe der Besichtigung deutscher Gefangenenlager in Russland übertragen. Sie sollte sich dort mit der Ernährungssituation sowie den hygienischen Bedingungen der Gefangenen befassen und sollte herausfinden, wer für die Seelsorge der gefangenen Soldaten sowie deren würdige Beerdigung zuständig war. Zudem sollte sie sich um den Austausch von Krüppeln bemühen und notwendige Medikamente beschaffen. An den Visitentouren von Kriegsgefangenenlagern in den Jahren 1915/1916 und 1916/1917 nahmen für Deutschland auch Alexandrine Gräfin von Üxküll-Gyllenband, Erika von Passow, Magdalene von Walsleben, Emma von Bunsen, Elisabeth von Gagern und Oberin Emma von Bülow teil. Die Reisen standen unter Aufsicht des dänischen Arztes Thorvald Madsen (1870–1957), der vom Internationalen Roten Kreuz in Genf als Beobachter und Hygienebeauftragter bestellt worden war. Auf der Reise nach Taschkent in Turkestan lernte Mathilde Freiin von Horn den „Engel von Sibirien“, Elsa Brändström, kennen. Elsa Brändström beschrieb die düsteren Zustände in den Kriegsgefangenenlagern in ihren Notizen. Nach der Arbeit in Turkestan folgten weitere Einsätze in ähnlicher Mission in Serbien, Bulgarien, Astrachan, im Kaukasus und in Baku. Auch hier galt das Engagement Mathilde von Horns der Verbesserung der Situation der deutschen Kriegsgefangenen und steht für die ersten erfolgreichen Bemühungen des Internationalen Roten Kreuzes um Kriegsgefangene. In Bulgarien leitete Mathilde von Horn im Jahr 1917 eine Schwesternschule, in der Schwestern aus gebildeten bulgarischen Kreisen unterrichtet wurden. Das Curriculum an dieser Schule in Sofia umfasste die Fächer Medizin, Chirurgie, Bakteriologie und Röntgenlehre.  Da sich Mathilde von Horn schon in ihrer Jugend für Conrad Röntgen interessiert hatte und mit Pia Bauer eine Weggefährtin aus der onkologischen Pflege hatte, legte sie bei den Lernschwestern Wert auf die Vermittlung technischer Inhalte während der Ausbildung, was für diese Zeit eher unüblich war. Mathilde von Horn machte mit den angehenden Krankenschwestern zudem einen Massagekurs. Elemente der Physiotherapie und Massage gehörten für Mathilde von Horn zu den elementaren Ausbildungsinhalten. Bereits im Jahr 1913 hatte Ernst von Seuffert auf dem IV. Internationalen Kongress für Physiotherapie über Röntgenbehandlung bei Uteruskarzinomen berichtet und auf die Bedeutung ergänzender Therapien hingewiesen.
In den letzten Kriegsmonaten arbeitete Mathilde von Horn in Lazaretten in Konstantinopel, Damaskus, Warschau und Nordfrankreich.
Nach der Rückkehr aus dem Ersten Weltkrieg widmete sich Mathilde von Horn dem Ausbau des Rotkreuz-Mutterhauses in Karlsruhe. Im Jahr 1921 nahm sie junge Kriegswaisen als Haustöchter ins Mutterhaus auf, um sie in einer Art Pflegevorschule zwei Jahre lang auf den Beruf der Krankenschwester vorzubereiten. Es gelang ihr zudem, das Karlsruher Mutterhaus zum mitgliederstärksten im Verband der Mutterhäuser des Roten Kreuzes zu machen.

### Verleihung der Ehrendoktorwürde an Henry Dunant
Im Jahr 1903 wurde dem Begründer des Internationalen Roten Kreuzes, Henry Dunant, zu dessen Mutterhaus Mathilde von Horn gehörte, von der Medizinischen Fakultät der Ruprecht-Karls-Universität die Ehrendoktorwürde für seine Verdienste um Krankenpflege und spezielle Kriegskrankenpflege verliehen. Dunant erhielt die Ehrendoktorwürde gemeinsam mit Gustave Moynier. Vinzenz Czerny, Arzt, Krebsforscher und ärztlicher Vorgesetzter Pia Bauers, die ja eine enge Mitstreiterin Mathilde von Horns war, betonte bei der Zentenarfeier der Ruperto Carola im Jahr 1903 die Entwicklung der freien Wissenschaft der Ruprecht-Karls-Universität seit dem Jahr 1803 und knüpfte damit an die Tradition seines Vorgängers Franz Anton Mai und dessen Verdienste um die Akademisierung der Pflege bereits hundert Jahre zuvor an. Dieses Anliegen Franz Anton Mais entsprach demjenigen von Henry Dunant. Aus gesundheitlichen Gründen war es Dunant nicht möglich, die Zentenarfeier zu besuchen. Er beschränkte sich auf schriftliche Grußworte.

## Ehrungen
1907: Rote Kreuz-Medaille (Oldenburg)

1929: Florence-Nightingale-Medaille des Internationalen Roten Kreuzes („für außerordentliche Verdienste in der freiwilligen Krankenpflege auf den Schlachtfeldern“)

## Veröffentlichungen
- Siebzig Jahre Mutterhaus der Schwestern des Badischen Frauenvereins vom Roten Kreuz 1960–1930, Karlsruhe in Baden 1930.